# Trans World Airlines
Trans World Airlines, conocida comúnmente como TWA, fue una importante aerolínea estadounidense. Fundada en 1925 bajo el nombre de Western Air Express, en 1930 pasó a denominarse Trans World Airlines hasta que en 2001 fue comprada por American Airlines, es conocido por el accidente del Vuelo 800 de la misma aerolínea.

## El nacimiento de TWA
La aerolínea fue fundada el 13 de julio de 1925 como Western Airlines. En 1930 se fusionó con Transcontinental Air Transport para convertirse en Transcontinental and Western Air (TWA).

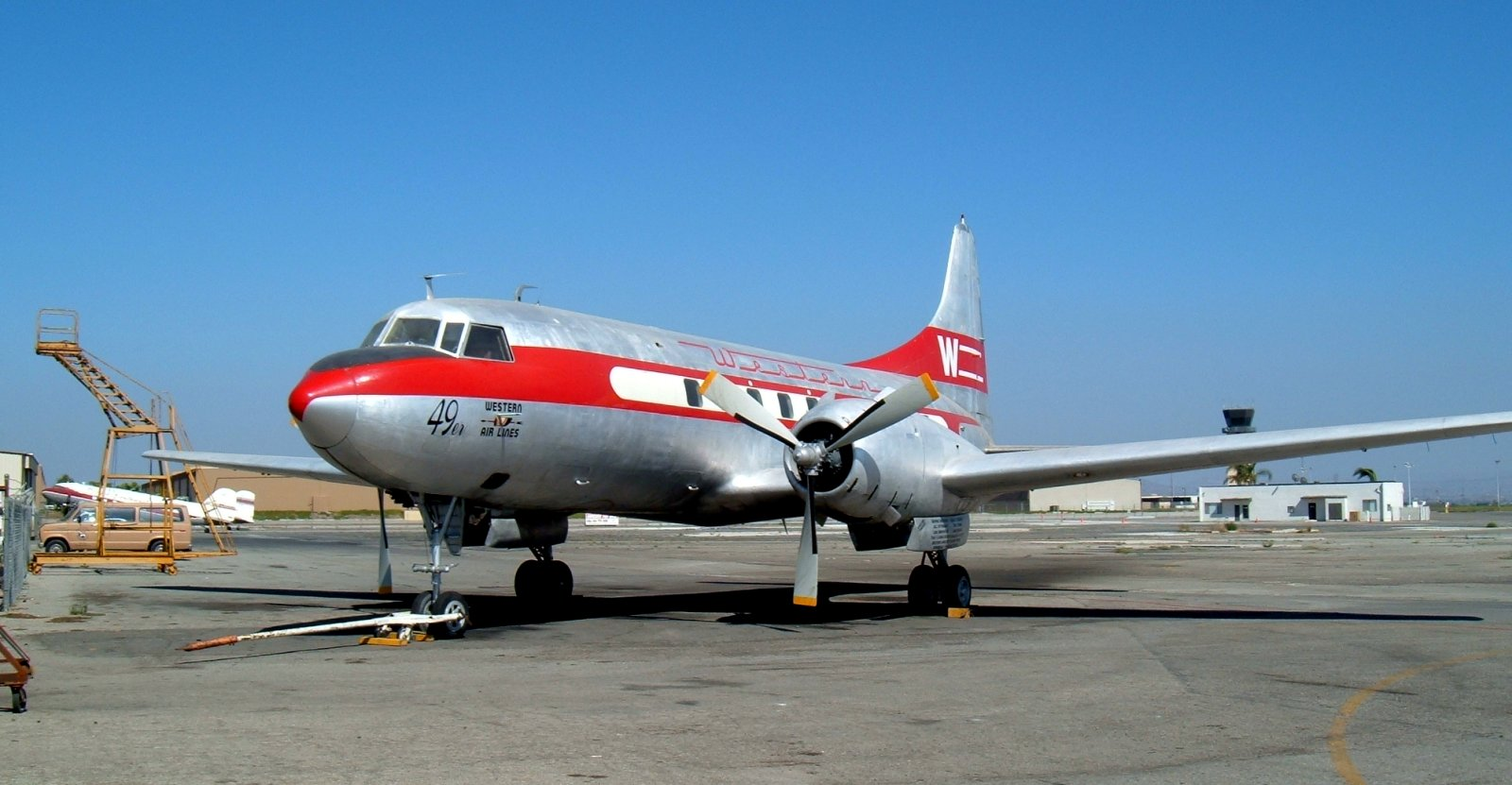
Convair 240 restaurado con los colores de Western Airlines.

Howard Hughes compró TWA en 1939, y la línea aérea creció rápidamente bajo el liderazgo de Hughes y del CEO Jack Frye.
Después de acabar con la designación legal de Pan American World Airways como la única línea aérea internacional de los Estados Unidos, TWA comenzó el servicio trasatlántico en 1946 usando el nuevo avión Lockheed Constellation.
Hasta principios de los años 70, TWA y Pan Am eran las únicas líneas aéreas de los EE. UU. que viajaban a Europa.
En 1950, la línea aérea cambió su nombre a Trans World Airlines. Estableció las rutas de Europa a Asia durante los años 50 y los años 60, volando tan lejos como al Lejano Oriente: Hong Kong.
En el caso de la ruta Traspacífica de 1969, dieron a TWA la autorización para extender su red también a través del océano Pacífico. TWA fue asimismo el principal colaborador en la fundación de Saudi Arabian Airlines y Ethiopian Airlines.
Las excentricidades cada vez mayores de Hughes causaron que TWA exigiera en 1961 su retiro como presidente de la compañía. Bajo la nueva gerencia corporativa, TWA se amplió al comprar las operaciones de ultramar de Hoteles Hilton. En 1969, las operaciones transatlánticas del TWA eran menores que las de Pan Am. 
TWA acumuló deudas hasta que el 1 de diciembre de 2001 pasó a pertenecer a American Airlines.

## Trans World Connection
TWA tuvo una filial: Trans World Connection (o TWConnection). Volaba a muchos destinos dentro de EE. UU., a Quebec (Canadá), a Puerto Rico, a Islas Vírgenes de los Estados Unidos, a las Antillas Neerlandesas, a San Cristóbal y Nieves y a las Islas Vírgenes Británicas. 
Desde el año 2000, Gulfstream International Airlines volaba bajo el nombre de TWConnection. 
Su flota estaba compuesta de Handley Page Jetstream y  Beech 1900.

## Accidentes e incidentes

### Vuelo 3
El 16 de enero de 1942, un Douglas DC-3 (NC194) procedente de Nueva York con destino Los Ángeles se estrella en las cercanías de Las Vegas contra el monte Potosí causando la muerte a sus 22 ocupantes, entre ellos la famosa actriz de la época, Carole Lombard, su madre y su representante.

### Vuelo 903
El 1 de septiembre de 1950, un Lockheed Constellation que cubría la ruta Bombay-El Cairo-Roma-Nueva York, sufrió un incendio en el motor número 3 obligándose a hacer un aterrizaje de emergencia en el desierto, cerca de El Cairo. El avión se estrelló durante el aterrizaje muriendo sus 55 ocupantes.

### Vuelo 2

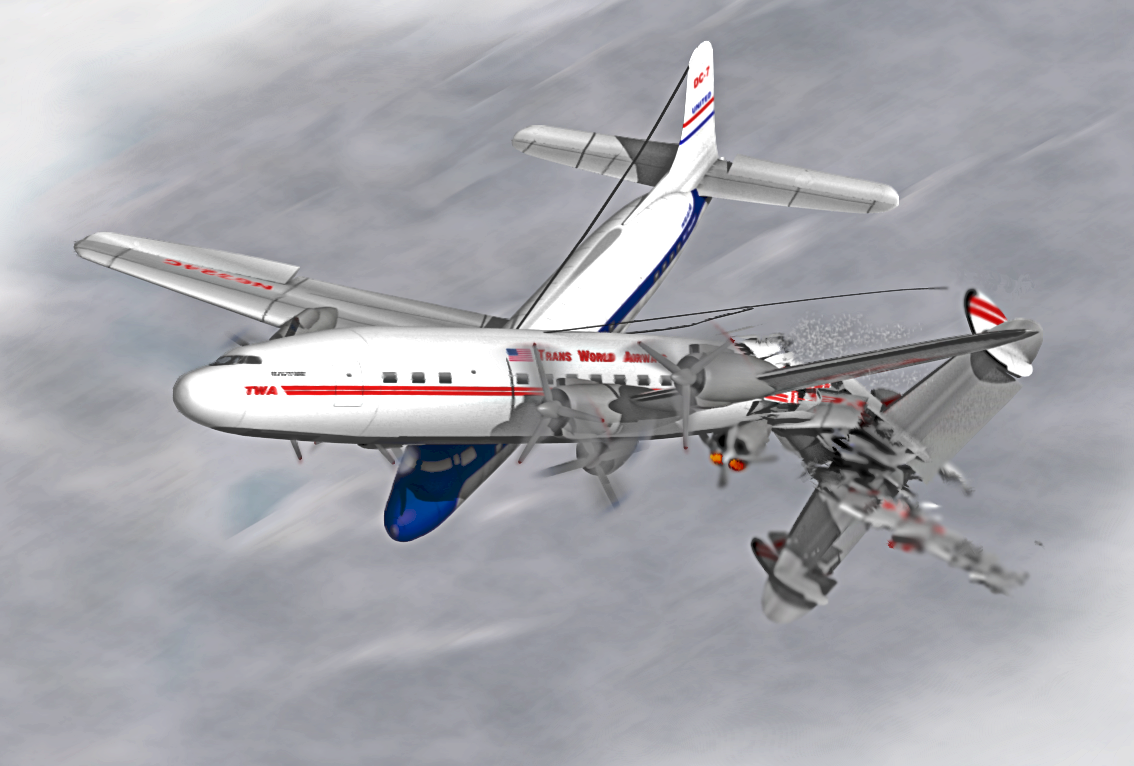
Reconstrucción gráfica del vuelo 2.

El 30 de junio de 1956, otro Lockheed Constellation procedente de Kansas con 70 ocupantes se estrella contra un Douglas DC-7 de United Airlines sobre el Gran Cañón del Colorado. Fallecieron las 128 personas que viajaban en ambos aviones.
Fue el peor accidente aéreo de la historia hasta esa fecha, siendo superado cuatro años después por el choque aéreo de un Lockheed Super Constellation también de TWA con un Douglas DC-8 de United Airlines sobre Nueva York ocasionando 128 muertos a bordo de los aviones y 6 fallecidos en tierra.

### Vuelo 266 de TWA
El 16 de diciembre de 1960, por tercera vez un Lockheed Constellation procedente de Ohio con 44 ocupantes, se estrella contra un Douglas DC-8 de United Airlines sobre Brooklyn. Fallecen los 128 ocupantes de ambos aviones y 6 personas en tierra. Hubo inicialmente un superviviente, pero murió días más tarde. Estas dos aerolíneas ya tuvieron una colisión aérea 4 años antes.

### Vuelo 529
El 1 de septiembre de 1961, un Lockheed Constellation que cubría la ruta Boston-Nueva York-Pittsburgh-Chicago-Las Vegas-Los Ángeles-San Francisco se estrella contra el suelo cerca de Hinsdale. Fallecen sus 78 ocupantes.

### Vuelo 553
El 9 de marzo de 1967, un DC-9-15 con 25 personas colisiona sobre Ohio con un avión privado Beechcraft Baron con un ocupante. Fallecen las 26 personas.

### Vuelo 841
El 8 de septiembre de 1974, una bomba explota en un Boeing 707 que cubría la ruta Tel Aviv-Atenas-Roma-Nueva York. El avión cae en el mar Jónico falleciendo sus 88 ocupantes.

### Vuelo 514
El 1 de diciembre de 1974, un Boeing 727 con 92 personas se estrella contra el monte Weather, sin dejar supervivientes. 

### Vuelo 840
El 2 de abril de 1986, un Boeing 727 que cubría la ruta Roma-Atenas con 121 personas sufre un atentado con bomba. La explosión abre un agujero en el fuselaje, saliendo eyectadas cuatro personas las cuales fallecieron, pero la aeronave pudo realizar un aterrizaje seguro en Atenas.

### Vuelo 800 de TWA

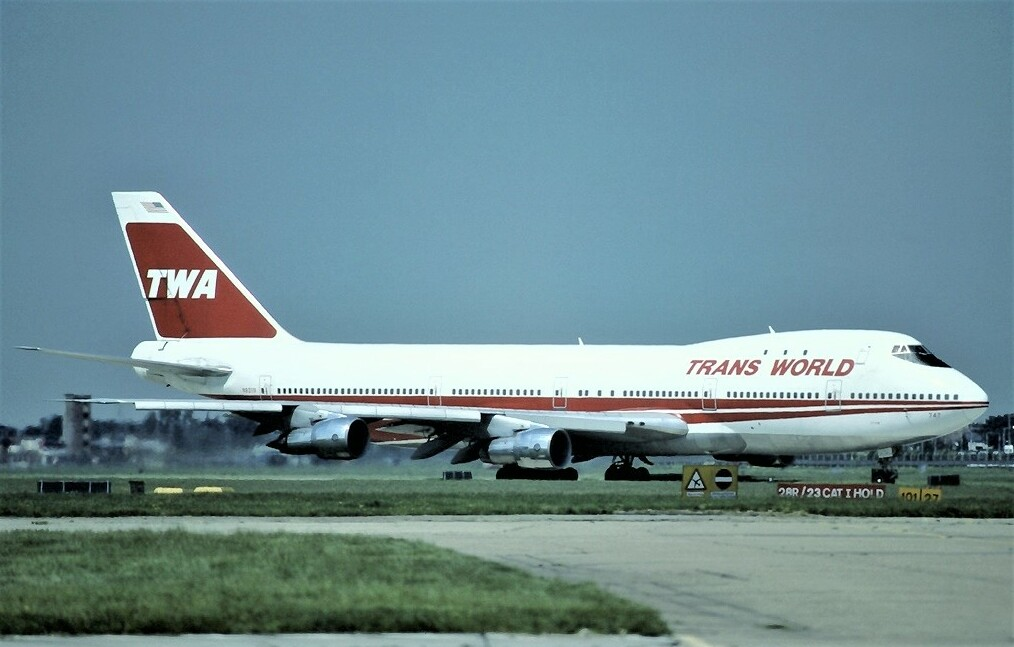
La aeronave siniestrada del vuelo 800.

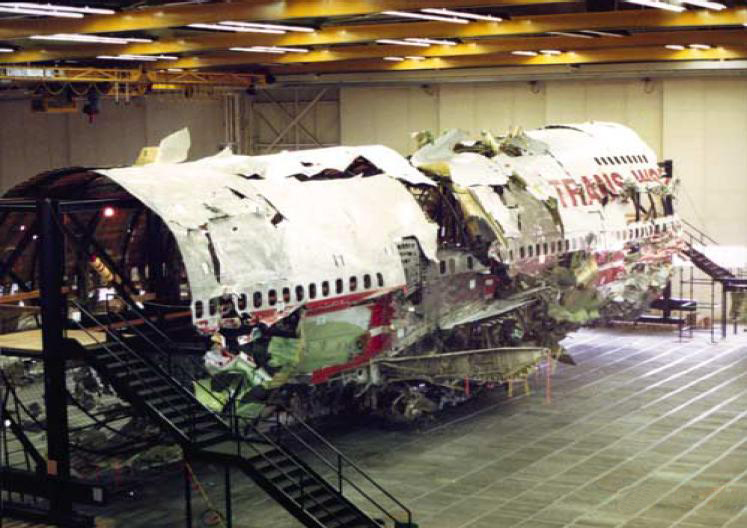
Investigación del vuelo 800.

El 17 de julio de 1996, un Boeing 747 que hacía 12 minutos acababa de despegar del aeropuerto internacional John F. Kennedy rumbo al aeropuerto de París-Charles de Gaulle, explota cuando sobrevolaba Long Island. Fallecen 230 personas.
El avión había estado estacionado 2 horas y media esperando la confirmación de una pasajera a bordo (temiendo un ataque terrorista), con el aire acondicionado a máxima potencia, haciendo que se recaliente  el combustible del tanque central casi al punto de ignición. Durante el vuelo unos cables dañados del viejo 747 llevaron una chispa dentro del tanque haciendo explotar los gases del combustible recalentado, partiendo al avión en dos y matando a las 230 personas a bordo al instante.
Para llevar a cabo la investigación, se reconstruyó el avión a partir de los restos recuperados y también se hicieron algunos experimentos.

### Otros accidentes o incidentes
- Vuelo 800 de TWA (1964): accidente aéreo por fallo de motor el 23 de noviembre de 1964, 50 muertos.
- Vuelo 847 de TWA: avión secuestrado durante tres días desde el 14 de junio de 1985, uno de los rehenes fue asesinado.
- Vuelo 843 de TWA: accidente aéreo, despegue abortado el 30 de julio de 1992, 10 heridos.
- Vuelo 427 de TWA: accidente aéreo tras salirse de pista el 22 de noviembre de 1994, 2 muertos.

## Flota
A 1 de diciembre de 2001, la flota estaba compuesta de los siguientes modelos (la cantidad expresa las unidades que ha poseído a lo largo de toda su historia):

## Destinos
| - Argelia - Egipto - Kenia - Libia - Marruecos - Tanzania - Túnez - Uganda | - Antillas Neerlandesas - Antigua y Barbuda - Aruba - Bahamas - Canadá - Estados Unidos - Islas Caimán - Jamaica - México - Puerto Rico - Colombia - República Dominicana - Costa Rica - Argentina - Perú - Chile - Nicaragua - Arabia Saudita - Baréin - China - Hong Kong - Japón - Filipinas - India - Irak - Israel - Kuwait - Sri Lanka - Tailandia | - Austria - Alemania - Dinamarca - España - Francia - Grecia - Irlanda - Italia - Noruega - Países Bajos - Portugal - Reino Unido - Rusia - Suecia - Suiza - Turquía - Guam |